# شيبيتسو
شيبيتسو (باليابانية: 標津町) هي بلدية في اليابان، وبلدة في اليابان، تقع في مقاطعة شيبيتسو، بلغ عدد سكانها 5,340  نسمة وذلك حسب إحصائيات سنة 2018.